# 超载乐队

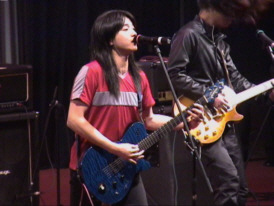
高旗（左）和李延亮于北京某演唱会上

超载乐队，中国摇滚乐乐队，是中国第一支激流金属风格摇滚乐队，其中更是以主唱兼领袖的高旗为中国摇滚乐坛的常青树。

## 發展歷程

### 1990年代
1991年10月31日: 超載樂隊正式成立，由高旗（主唱、节奏吉他手）、韩鸿宾（吉他）、赵牧阳（架子鼓）三人组成。成员一直没有固定，先后有王笑东（贝斯）、张炬（贝斯，故）、曹钧（吉他）、胡小海（贝斯）、岳浩昆（贝斯）、翁金海（吉他）、楊煕（架子鼓）、邓讴歌（吉他）、欧洋（贝斯）、王学科（贝斯）、王澜（架子鼓）等人。
1993年: 吉他手李延亮、貝司手王學科及鼓手王瀾加入樂隊，加上成員高旗、韓鴻賓才形成穩定的5人樂隊陣容；同年，樂隊推出單曲《祖先的陰影》。1993年《祖先的陰影》收录于《摇滚北京》中，同年，贝司手王学科、吉他手李延亮加入到乐队中，王澜也接替赵牧阳成为鼓手，构成一阶段相对稳定的阵容。日本富士电视台《中国摇滚革命》节目对乐队作了介绍。
1994年: 由高旗創作、樂隊演唱的歌曲《夢纏繞的時候》《重訪陳勝吳廣》成為了電影《頭髮亂了》的插曲，而高旗以外的超載成員也參演了該片。电影由1968年出生的管虎执导，描写北京摇滚界的生活和情感，高旗以外的超载成员参加了该片的演出。
1995年: 超載樂隊受到海外媒體的關注，日本的唱片公司主動與超載接觸，但樂隊因不同意唱片公司為其設計的偶像路線和條件而未能簽約。
9月，英国音乐业界杂志《The wire》为超载及其他摇滚乐队作了专访，介绍摇滚在中国的状况。其後，樂隊簽約了台灣滾石唱片旗下的魔巖唱片。
1996年: 發行樂隊首張音樂專輯《超載》，收錄《荒原困獸》《距離》等11首歌曲；而在這一年，韓鴻濱、王學科卻離開樂隊開始個人發展 。
1996-1997年，乐队又有一段成员变更的时期，至97年年末才确定阵容：吉他手李延亮 、鼓手王澜、贝司手欧洋。
1997年: 贝司手歐洋再次迴歸，形成主唱高旗、鼓手趙牧陽、貝司王手效冬的4人陣容（4人的陣容延續至2003年） ；同年，為電影《愛情麻辣燙》獻唱了插曲《不要告別》，后被台湾女歌手杨乃文翻唱。這一年亦推出單曲《綠草如茵》，並收錄於紀念張炬的合輯《再見張炬》中。
1999年5月: 發行樂隊第二張音樂專輯《魔幻藍天》，該專輯的音樂風格由金屬樂轉向英倫音樂，其中收錄了《如果我現在》《不要告別》等11首歌曲，其中《如果我现在》更被台湾男歌手周华健翻唱；10月，參加“中國火”音樂會 。

### 2000年代
2002年11月1日，樂隊的第三張音樂專輯《生命是一次奇遇》發行，其中收錄了《完美夏天》《每次都想擁抱你》等10首歌曲。而歌曲《依靠》則被鳳凰衞視DV新世代中國青年影展選為其節目主題歌。专辑发行后的2003年对阵容进行了调整，年轻的鼓手刁磊和美籍华人BASS手刘文泰的加入构成了现在的成员高旗（主唱）、欧洋（电子琴，贝斯手）、刘文泰（贝斯）、刁磊（架子鼓）和李延亮（吉他，有中国第一吉他之称）。
2003年1月，樂隊演唱的歌曲《生命是一次奇遇》獲得第十屆中國歌曲排行榜最佳對唱歌曲獎；3月，其演唱的歌曲《因為你》成為了中國棒球聯賽主題歌。
2004年5月，樂隊為中央電視台歐洲足球錦標賽直播節目《豪門盛宴》獻唱了主題曲《生命的盛宴》。
2005年10月29日，舉行“生命之詩”Unplugged演唱會 ，其在演唱會上演唱了《感受》《不要怪我》等歌曲。
2006年3月24日，在北京同德国著名摇滚乐队EDGUY乐团共同演出。
2006年8月26日，樂隊參加了“SUPER LIVE音樂現場運動”，並在第7場演唱會“華美樂章”上演唱了《因為你》等歌曲 。
2009年8月30日，與面孔樂隊等參加了“夏日領航2009”音樂季。

### 2010年代
2010年8月，參加張北草原音樂節。
2013年8月25日，參加青島世界城市音樂節。
2015年5月，參加樂谷理想音樂節 。

### 2020年代
2022年8月，超載樂隊參加了“你要好好的”搖滾演唱會，並在演唱會上獻唱了歌曲《不要告別》。

## 出版唱片
- 1996年8月《超载》（同名专辑）
- 1999年5月《魔幻蓝天》（专辑）
- 2002年10月15日《生命是一次奇遇》（专辑）
- 2006年《生命之诗》 不插电演唱会（Live专辑，CD/DVD）

## 单曲
- 1991年《三角洲戰士》-
- 1993年《祖先的陰影》首次收錄於《搖滾北京》
- 1994年《夢纏繞的時候》電影《頭髮亂了》插曲
- 1994年《重訪陳勝吳廣》電影《頭髮亂了》插曲
- 1996年《破碎》首次收錄於搖滾合輯《中國火II》
- 1997年《绿草如茵》收錄於紀念張炬的合輯《再見張炬》
- 1999年《不要告別》電影《愛情麻辣燙》原聲大碟，後收錄於《中國火Ⅲ》
- 2002年《因為你》中國棒球聯賽主題歌
- 2006年《不要怪我》收錄於LIVE專輯《生命之詩》
- 2016年《生命的盛宴》CCTV5 歐洲盃專題片《豪門盛宴》主題曲

## 评价
- 中國新聞網 - 記者：張道正: 
  - 高旗，超載樂隊主唱，中國內地搖滾元老級人物。
  - 上世紀80年代90年代初，中國搖滾樂的巔峰時期，他的聲望與地位，與唐朝和黑豹不相上下。
  - 是中國搖滾黃金時期的經歷者、見證者和推動者。……（中國新聞網评）。[1]